# پناهگاه میدان میشان

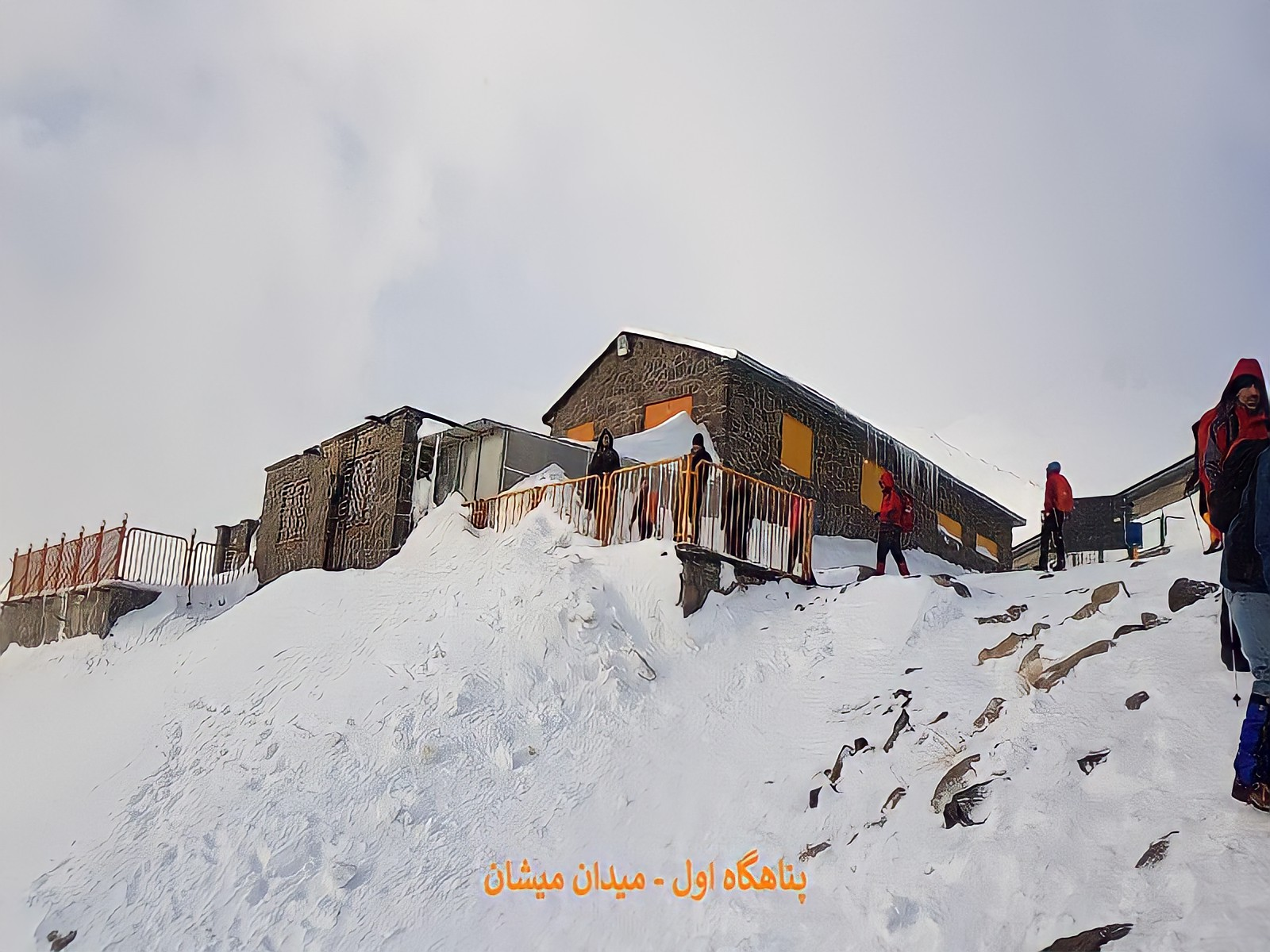
پناهگاه میدان میشان

پناهگاه میدان میشان یک پناهگاه کوهنوردی در دشت میشان است که در سال ۱۳۴۵ توسط هیئت کوهنوردی و کوهنوردان استان همدان احداث شد. تمامی کارهای ساختمانی آن توسط کوهنوردان آن زمان انجام گرفت. در آن زمان جادهٔ گنجنامه وجود نداشت و میدان میشان از عباس‌آباد و کوچهٔ گرده‌پزی با رفتن به روی یال شروع شده و با طی مسیر دره یاسین، تخت اول و دوم و سوم، پیچ سرخ، دروازه الوند و پیچ خسلانی به میدان میشان می‌رسید. در سال ۱۳۴۵ که ساخت پناهگاه شروع شد، تمام وسائل مورد نیاز اعم از تخته و چوب و تیرهای ۴ متری تا ۱۲ متری توسط کوهنوردان از عباس‌آباد تا میدان میشان حمل شد و احداث آن توسط همین کوهنوردان انجام شد. این پناهگاه، کوچکتر از پناهگاه اول است.
این پناهگاه که پس از پناهگاه شیرپلا، دومین پناهگاه کوهنوردی ایران از نظر سال تأسیس محسوب می‌شود، در ارتفاع ۲۷۰۰ متری قرار دارد.
مدت ساخت آن سه ماه تابستان و با هزینه حدود ۱۸۰ هزار ریال و مورد تأیید و پشتیبانی تربیت بدنی، فرمانداری و فدراسیون کوهنوردی بود. ساخت پناهگاه الوند موجب شد که کوهنوردان با شب‌مانی در میدان میشان، برای صعود به قله‌های الوند، کلاغ لانه، دائم‌برف و قزل‌ارسلان فعالیت و زمان بیشتری داشته‌باشند. احداث پناهگاه دشت میشان باعث شد تا بعد از سال‌های دهه ۱۳۵۰ ایدهٔ ساخت پناهگاهی در منطقه برف‌خیز کلاغ‌لانه به نام پناهگاه کلاغ‌لانه مطرح شود که امروزه مورد استفاده قرار می‌گیرد. پناهگاهی که در کنار آبشار ساخته شده جدیدتر و بزرگ‌تر بوده که در سال ۱۳۵۵ قسمت سالن، سرویس و راهرو آن توسط هیئت کوهنوردی استان و بودجه تربیت بدنی استان ساخته‌شده و در سال ۱۳۵۸ طبقه دوم و خوابگاه به آن اضافه شد.